# Кладдах
Кладда (англ. Claddagh; ирл. An Cladach — «каменный пляж») — бывшая рыбацкая деревня в Ирландии, находится в графстве Голуэй (провинция Коннахт), известна как место появления первых кладдахских колец.
Население здесь столетиями занимается рыболовством. Первые упоминания о Кладдахе относятся к временам принятия христианства в V веке. Кладдах, одна из старейших рыбацких деревень Ирландии, сейчас является западным пригородом города Голуэй.